# Arvicola
Arvicola é um gênero de roedores da família Cricetidae.

## Espécies
- Arvicola amphibius Lineu, 1758
- Arvicola sapidus Miller, 1908
- Arvicola scherman Shaw, 1801